# Dorling Kindersley
Dorling Kindersley (DK) ist ein internationaler, aus dem Vereinigten Königreich stammender Buchverlag, der sich hauptsächlich auf Sachbücher und Lexika für Kinder sowie Erwachsene spezialisiert hat. Das Unternehmen ist Teil von Penguin Random House und damit Teil der Bertelsmann-Gruppe.

## Geschichte
Das Unternehmen wurde 1974 von Christopher Dorling und Peter Kindersley noch als Buch herstellende Firma gegründet, 1982 entschied man sich für die Umwandlung in einen Buchverlag in London. Das erste Buch wurde unter dem Namen First Aid Manual für britische Ärzte entwickelt, ein Fachbuch. Dieses Buch machte DK berühmt, da die gut erläuterten Texte mit vielen, teilweise geschickt vom Text umflossenen Bildern und Zeichnungen auf weißem Seitengrund in der Sachbuchwelt Gefallen fanden. Im Jahr 1991 begann Dorling Kindersley, auch in den USA Bücher zu verkaufen.
Seit den 1980er Jahren produziert DK zahlreiche Sachbücher und Lexika für Erwachsene und Kinder. Die Bücher sollen pädagogisch wertvoll und von anderen Büchern auf den ersten Blick unterscheidbar sein. Sie werden von erfahrenen Autoren und Organisationen wie der British Medical Association, der Royal Horticultural Society, der British Red Cross Society, der St. John Ambulance, der St. Andrew’s Ambulance Association und vielen anderen entwickelt. 1994 erschien mit dem Ultimate visual dictionary ein Bilderlexikon, das viele Nachahmer fand. Es wurde unter dem Titel Das visuelle Lexikon übersetzt und im Gerstenberg Verlag veröffentlicht. Bis 2007 folgten knapp ein Dutzend weiterer Lexika der gleichen Art zu spezielleren Themen, etwa 1998 das Ultimate visual dictionary of science (deutsch: Das visuelle Lexikon der Naturwissenschaften).
Unter dem Namen Dorling Kindersley produzierte die BBC in starker Anlehnung an die typische Buchgestaltung eine Serie von Dokumentationsfilmen. Auch interaktive CD-ROMs mit einem begehbaren Museum für den PC wurden produziert. Die eingängige Intro-Melodie in Film und CD-ROM ist vielen Menschen bekannt.
Am 31. März 2000 wurde der Buchverlag von der Mediengruppe Pearson PLC erworben und in den Geschäftsbereich Penguin Group eingegliedert, in dem unter anderem das Label Penguin Books angesiedelt ist. Seit Januar 2000 hat der Verlag eine Niederlassung in Deutschland. Er gehört inzwischen zu den fünf größten Sachbuchverlagen in Deutschland mit einem Jahresumsatz von 18 Mio. Euro (2006). Auf dem deutschen Buchmarkt tritt DK auch mit dem Imprint Coventgarden auf.

Altes Logo von 2014 bis 2020

Der Dorling Kindersley Verlag GmbH hat seinen Sitz in München (zuvor Starnberg).